# Neri I Acciaiuoli
Neri I Acciaiuoli (Firenze?, ... – Atene, 25 settembre 1394) è stato primo duca di Atene della famiglia Acciaiuoli.
Era figlio di Jacopo Acciaiuoli e fratello di Donato Acciaiuoli di Cassano, Giovanni Acciaiuoli, arcivescovo di Patrasso e Angelo Acciaiuoli, vescovo di Firenze. La madre era Bartolomea Ricasoli.

## Biografia
Fu chiamato da Firenze a Napoli dallo zio, che lo adottò e gli lasciò grandi ricchezze.
Nel 1371 acquistò da suo cugino Angelo la città di Corinto, quale pegno di un prestito. In seguito riuscì a sottrarre ai Catalani vari possedimenti in Grecia, quali Livadeia, Platea, Tebe, Megara e Sicione (1388). Il 5 marzo 1388, dopo un lungo assedio, riuscì ad impadronirsi di Atene a scapito dei Catalani, mentre nel dicembre dello stesso anno occupò Argo e Nauplia: Argo la cedette al genero Teodoro I Paleologo, mentre tenne per sé Nauplia, prima di restituirla ai Veneziani nel giugno 1389.
Il Re di Napoli allora gli concesse il titolo di Duca di Atene e di Signore di Tebe, Corinto, Megara e Platea. Nel 1390 si impossessò anche del Ducato di Neopatria.
Nel 1391 iniziò le trattative con gli emissari di Amedeo di Savoia-Acaia (1363 – 1402) per ottenerne l'aiuto contro la Compagnia Navarrese condotta da Pietro Bordo di San Superano, che occupava parte della Morea. L'accordo fu raggiunto (in cambio dell'aiuto di Amedeo, Neri ne riconosceva la sovranità sull'Acaia dichiarandosi suo feudatario e vassallo) non diede risultati pratici a causa della morte di Amedeo.
Morì il 25 settembre 1394.

## Matrimonio e discendenza
Non è chiaro con chi si sposò (Agnese Saraceni secondo il Petrucci, che riprendeva l'Hopf, oppure Eubilla Doria secondo il Litta), ebbe comunque due figlie:
- Bartolomea[1] (1370 – 1397), che diede in sposa al principe Teodoro I Paleologo, despota della Morea, nel 1385 (cedendole la signoria di Corinto);
- Francesca[1] († post 1430), maritata al nobile Carlo I Tocco, alla quale lasciò le signorie di Megara e Sicione.

Ebbe inoltre un figlio naturale:
- Antonio I Acciaiuoli (†1435), al quale trasmise il ducato di Atene.[1]